# El Algodón
El Algodón, es una localidad chilena ubicada en la Provincia del Huasco, Región de Atacama. Se ubica en la parte superior del Valle del Huasco.

## Historia
Aparece en algunos documentos históricos con el nombre de Algodones.
Esta localidad se ubica junto al actual camino que une el Embalse Santa Juana con Alto del Carmen, antiguamente llamado Camino Real. Su origen se remonta a los primeros asentamientos españoles en el valle del Huasco.
Su nombre se relaciona al arbusto Algodonero, muy utilizado por los pueblos originarios y cultivado en forma intensa durante el período colonial en el Valle del Huasco.
Existen algunos sitios arqueológicos en sus proximidades con petroglifos, los cuales están protegidos por la Ley de Monumentos Nacionales N°17.288. Esto indica que el asentamiento puede tener un origen anterior.
Esta localidad fue parte integrante de la Hacienda El Maitén que perteneció a la Compañía de Jesús, la cual estaba dedicada a la producción agrícola y de vinos mostos.
En 1979 se comenzó a construir la Capilla, con aporte de la comunidad. El 27 de junio de 1984, fue bendecida por el Obispo de Copiapó Monseñor  Fernando Ariztía.
La Fiesta de María de Nazareth se celebró por primera vez el 25 de marzo de 1985, la cual se celebra todos los años a fines de marzo.

## Turismo
La localidad de El Algodón posee un pequeño promontorio rocoso con una cruz de la cual se domina gran parte de la sección de esta parte del valle.
En las inmediaciones se encuentran un sitio con petroglifos de interesantes diseños, el cual constituye uno de los pocos vestigios culturales que aún se conserva.

## Accesibilidad y transporte
La localidad de El Algodón se encuentra ubicada entre el Embalse Santa Juana y el poblado de Alto del Carmen, capital de la comuna.
Las excursiones guiadas desde Vallenar hasta Alto del Carmen pasan por este lugar.
Existe transporte público diario a través de buses de rurales desde el terminar rural del Centro de Servicios de la Comuna de Alto del Carmen, ubicado en calle Marañón 1289, Vallenar.
El camino es transitable durante todo el año, sin embargo es necesario tomar precauciones en caso de eventuales lluvias en invierno.

## Salud, conectividad y seguridad
La localidad de El Algodón no tiene servicios. En el poblado de Alto del Carmen se cuenta con servicio de electricidad, iluminación pública y red de agua potable.
En el sector de El Algodón, existe una estación fluviométrica de la Dirección General de Aguas en el Río Huasco con datos desde el año 1975 a la fecha.
En Alto del Carmen existe un Reten de Carabineros de Chile y un Centro de Salud Familiar dependiente del Municipio de Alto del Carmen.
En El Algodón, no hay servicio de teléfonos públicos rurales, sin embargo existe señal para teléfonos celulares.
El Municipio de Alto del Carmen cuenta con una red de radio VHF en toda la comuna en caso de emergencias.